# Philippines và quần đảo Trường Sa
Mục này trình bày chính sách, hoạt động và lịch sử của Cộng hòa Philippines trên quần đảo Trường Sa. Quan điểm của các bên không thuộc Phiilipine về việc Philippine chiếm đóng các đảo trong mục này rất hạn chế. Trong mục này các cấu trúc trên biển sử dụng phần lớn tên Philippine và tên quốc tế.

## Tổng quan
Philippine cùng với Việt Nam, Trung Quốc, Đài Loan, Malaysia, Brunei, là một trong các quốc gia tuyên bố chủ quyền trên quần đảo Trường Sa. Hiện tại, Philippine chiếm giữ 9 cấu trúc tại đây, gồm 7 đảo và 3 bãi san hô.
| Features - Đảo Pagasa (Thitu Island) - Đảo Likas (West York Island) - Đảo Parola (Northeast Cay) - Đảo Lawak (Nanshan Island) - Đảo Kota (Loaita Island) - Đảo Patag (Flat) (Flat Island) - Đảo Panata (Lankiam Cay) - Rizal Reef (Commodore Reef) - Balagtas Reef (Irving Reef) - Ayungin Reef (Second Thomas Reef) |

| Details 37.2 ha. (lớn thứ nhì), pag-asa nghĩa là hy vọng 18.6 ha. (lớn thứ 3), likas nghĩa là tự nhiên 12.7 ha. (lớn thứ 5), parola nghĩa là đèn biển 7.93 ha. (lớn thứ 8), lawak nghĩa là rộng lớn 6.45 ha. (lớn thứ 10), kuta nghĩa là pháo đài 0.57 ha. (lớn thứ 14), patag nghĩa là bằng phẳng 0.44 ha. (lớn thứ 15, và là đảo nhỏ nhất Rizal được đặt theo tên José P. Rizal, anh hùng dân tộc Philippine Balagtas đặt theo tên Francisco Balagtas, một nhà thơ nổi tiếng người Philipine Ayungin is Leiopotherapon plumbeus, một loại cá đặc hữu ở Philippine |

Để so sánh, Việt Nam chiếm giữ 6 đảo, 17 đá san hô, và 3 bãi cạn. Đài Loan chiếm một đảo và một bãi đá, Malaysia có một đảo nhân tạo và 5 bãi đá san hô, Trung Quốc chiếm 8 đá san hô.
Ngoài ra, Philippines cũng kiểm soát (nhưng không đồn trú) một số cấu trúc tại Trường Sa. Các cấu trúc này nằm gần các đảo do Philippine chiếm đóng, và có thể nhìn thấy ở đường chân trời. Tại độ cao 15 m người ta có thể nhìn thấy ở khoảng cách 9 dặm (14 km): đá North Reef, cồn Sandy Cay (Extension Reef), Loaita Nan và cồn Loaita.
Các cấu trúc nằm phía đông kinh tuyến 116°E dù không có quân đóng giữ, nhưng cũng do Philippine kiếm soát. Đây là khu vực nằm gần Palawan, với cấu trúc xa nhất chỉ cáchbeing just 100 dặm (161 km). Mặc dù Philippine có lẽ có đủ lực lượng, nhưng họ không chiếm giữ các đảo này để tránh bị các quốc gia liên quan phản đối, và thay vào đó tập trung vào đảo Palawan. Các quan chức quân sự của Philippine cho biết các đảo này rất gần Palawan, nên "hiển nhiên" thuộc lãnh thổ Philippine. Thay vào việc đồn trú trên các cấu trúc này, Philippine cho xây các căn cứ hải quân và sân bay trên bờ tây đảo Palawan.

## Bản đồ chiếm đóng tại Trường Sa

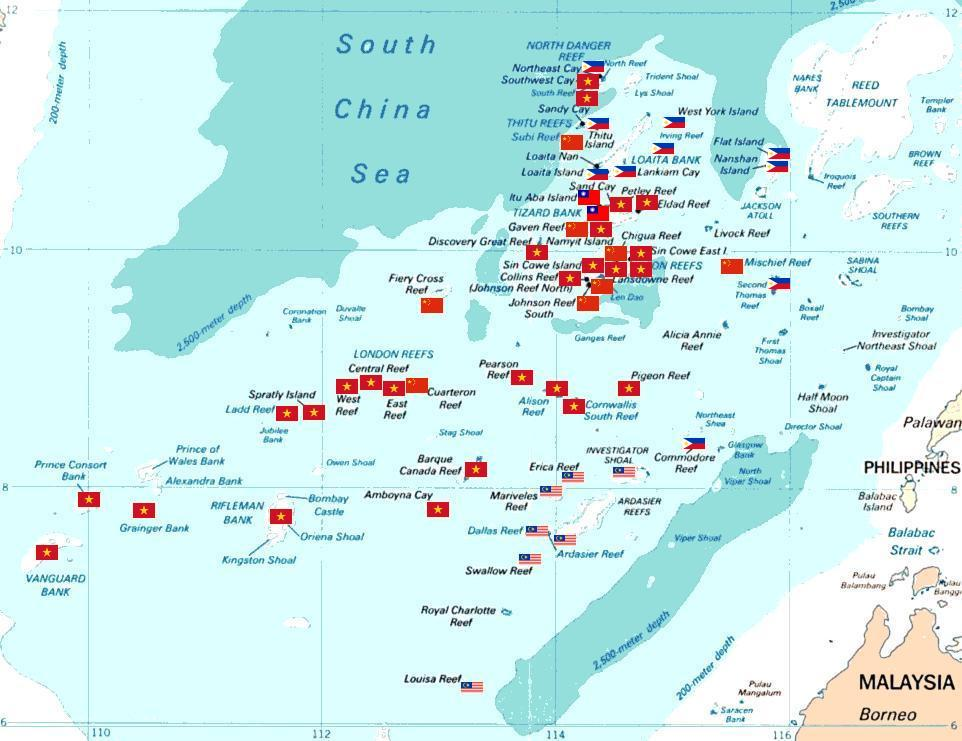
Bản đồ quần đảo Trường Sa với cờ của các nước có lực lượng đóng tại đây.
Philippines
Đài Loan
Việt Nam
Malaysia
Trung Quốc
Các lá cờ được đặt tương đối tại vị trí đảo